# Cimetière de Karet Bivak
Karet Bivak est un cimetière de la ville de Jakarta, capitale de l'Indonésie. Avec une superficie de 16,2 hectares et plus de 48 000 tombes, c'est le second plus grand cimetière de la ville.

## Célébrités enterrées
- Ruhana Kuddus (1884-1972), première femme journaliste du pays
- Chairil Anwar (1922-1949), poète
- Fatmawati (1923-1980), femme du premier président d'Indonésie Soekarno
- Ismail Marzuki (ou Bang Ma'ing ; 1914-1958), compositeur et chanteur
- Benyamin Sueb (1939-1995), acteur et chanteur
- Sumitro Djojohadikusumo (1917-2001), homme d'État et économiste
- Pramoedya Ananta Toer (1925-2006), important écrivain javanais
- Nurbani Yusuf (1939-2015), actrice et femme politique